# Pé diabético

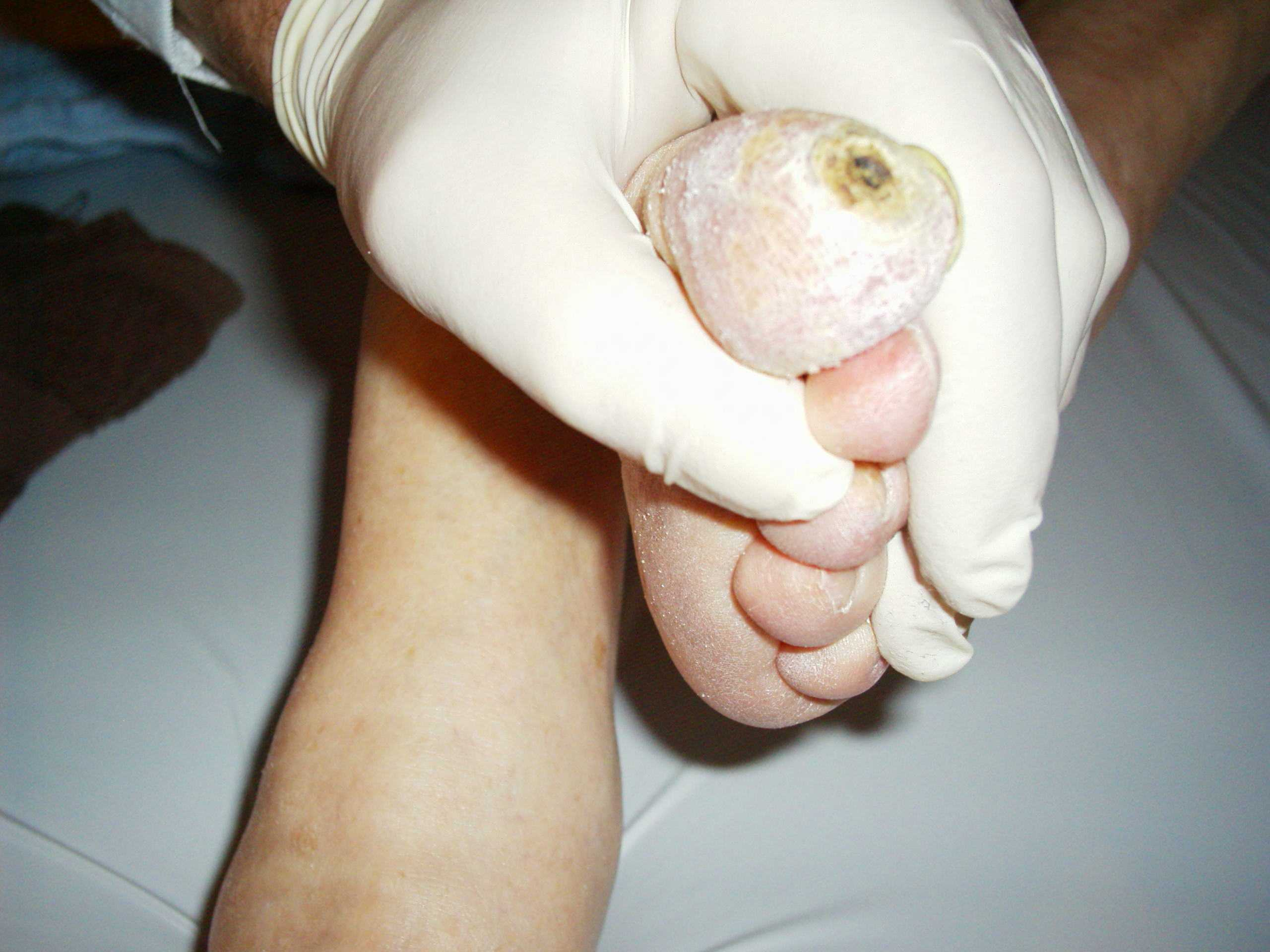
Ferida num pé diabético

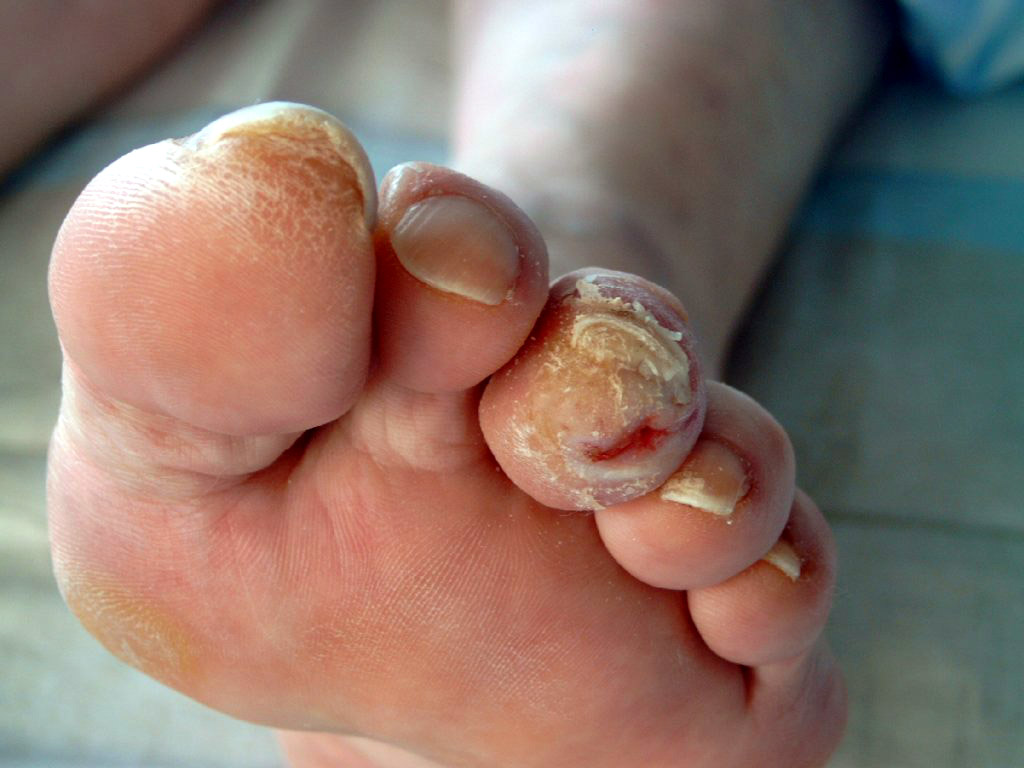
Pé diabético

O pé diabético é uma série de alterações anatomopatológicas e neurológicas periféricas que ocorrem nos pés de pessoas acometidas pelo diabetes mellitus. Essas alterações constituem-se de neuropatia diabética, problemas circulatórios, infecção e menor circulação sanguínea no local. Essas lesões geralmente apresentam contaminação por bactérias, e como o diabetes provoca uma retardação na cicatrização, ocorre o risco do pé ser amputado. O pé diabético ocorre pela ação destrutiva do excesso de glicose no sangue. A nível vascular, causa endurecimento das paredes dos vasos, além de sua oclusão, o que faz a circulação diminuir, provocando isquemia e trombose.

## Locais de risco[4]
- Dedos: podem ser formadas deformidades, que por pressão formam calosidades ulceráveis.
- Sulcos interdigitais: local com facilidade para fissuras e cortes, além da presença de fungos.
- Região distal do pé: metatarsos ulcerados podem levar a osteomielite.
- Região medial do pé: é um local de apoio, sujeito a calosidades.

## Princípios do tratamento de feridas de pé diabético
Segundo os artigos: Practical guidelines on the management and prevention of the diabetic foot. e «Diabetic foot disorders: a clinical practice guideline» (em inglês). , baseados no consenso internacional sobre pé diabético (1997) e preparados por grupos de trabalho distintos, o tratamento de pacientes com feridas de pé diabético segue as segunites diretrizes:
- Alívio da compressão e proteção da úlcera
- Restabelecimento da perfusão sanguínea cutânea
- Tratamento de infecções
- Controle metabólico e tratamento de comorbidades
- Cuidados locais com a ferida
- Inspeção frequente da ferida;
- Debridamento frequente de ferida (procedido por profissionais habilitados);
- Controle de exsudação e manutenção de ambiente úmido;
- Considerar terapia com curativos a pressão negativa no pós-operatório;
- Emprego de produtos biologicamente ativos (colágenos, fatores de crescimento, tecidos de bioengenharia) em úlceras neuropáticas;
- Oxigenoterapia hiperbárica;
- Emprego de curativos com sais de prata ou outros agentes antimicrobianos.
- Fototerapia

Pé diabético é uma das complicações mais graves, pois, têm um grande impacto socioeconômico incluindo despesas com o tratamento, grandes períodos de internação, incapacidades físicas já que em muitas vezes evoluem para a amputação e sociais como desemprego e perda de produtividade. O tratamento da úlcera diabética é difícil e prolongado, associa-se a altas taxas de insucesso e recidiva, requerendo a combinação de várias modalidades terapêuticas
É importante que o tratamento seja acompanhado por uma equipe de saúde, para que processo de cicatrização seja efetivo e num menor tempo. A cicatrização é um processo lento que depende de condições locais e sistêmicas. As lesões nos pés de pacientes com DM podem levar a graves sequelas mesmo quando tratadas a tempo, quando não há tratamento os danos são quase inevitáveis, as deformações do pé, podem levar a amputação e até mesmo uma infecção sistêmica .

## Classificação e conduta
A tabela abaixo mostra diretrizes estabelecidas pelo Consenso Internacional Sobre Pé Diabético, quanto à neuropatia.
| Classificação do pé em risco             | Conduta |
| ---------------------------------------- | --- |
| 0: Neuropatia ausente                    | 1. Educação 2. Cuidados gerais 3. Avaliação anual                                                             |
| 1: Neuropatia presente                   | 1. Educação 2. Cuidados gerais 3. Uso de calçados adequados 4. Avaliação semestral                            |
| 2: Neuropatia presente, com deformidades | 1. Educação 2. Cuidados gerais 3. Uso de calçados adequados 4. Avaliação trimestral com equipe especializada  |
| 3: Úlcera e/ou amputação                 | 1. Educação 2. Cuidados gerais 3. Uso de calçados adequados 4. Avaliação 1 a 3 meses com equipe especializada |